# Strelizzi
Gli strelizzi (in russo стрельцы?, strel'cy; ossia: tiratori), in italiano citati anche come strelzi o strelizi, erano unità militari dell'Impero russo in forza dal XVI secolo agli inizi del XVIII secolo. Guardia reale dello zar al Cremlino di Mosca, vengono dagli storici paragonati ai Pretoriani della Roma imperiale e ai Giannizzeri ottomani. Acquistarono fama di essere piuttosto facili alla corruzione, cioè acquistabili dalla fazione disposta a pagare di più. Il corpo venne fondato dallo zar Ivan IV e soppresso dallo zar Pietro il Grande che lo sostituì con la Guardia imperiale russa.

## Storia

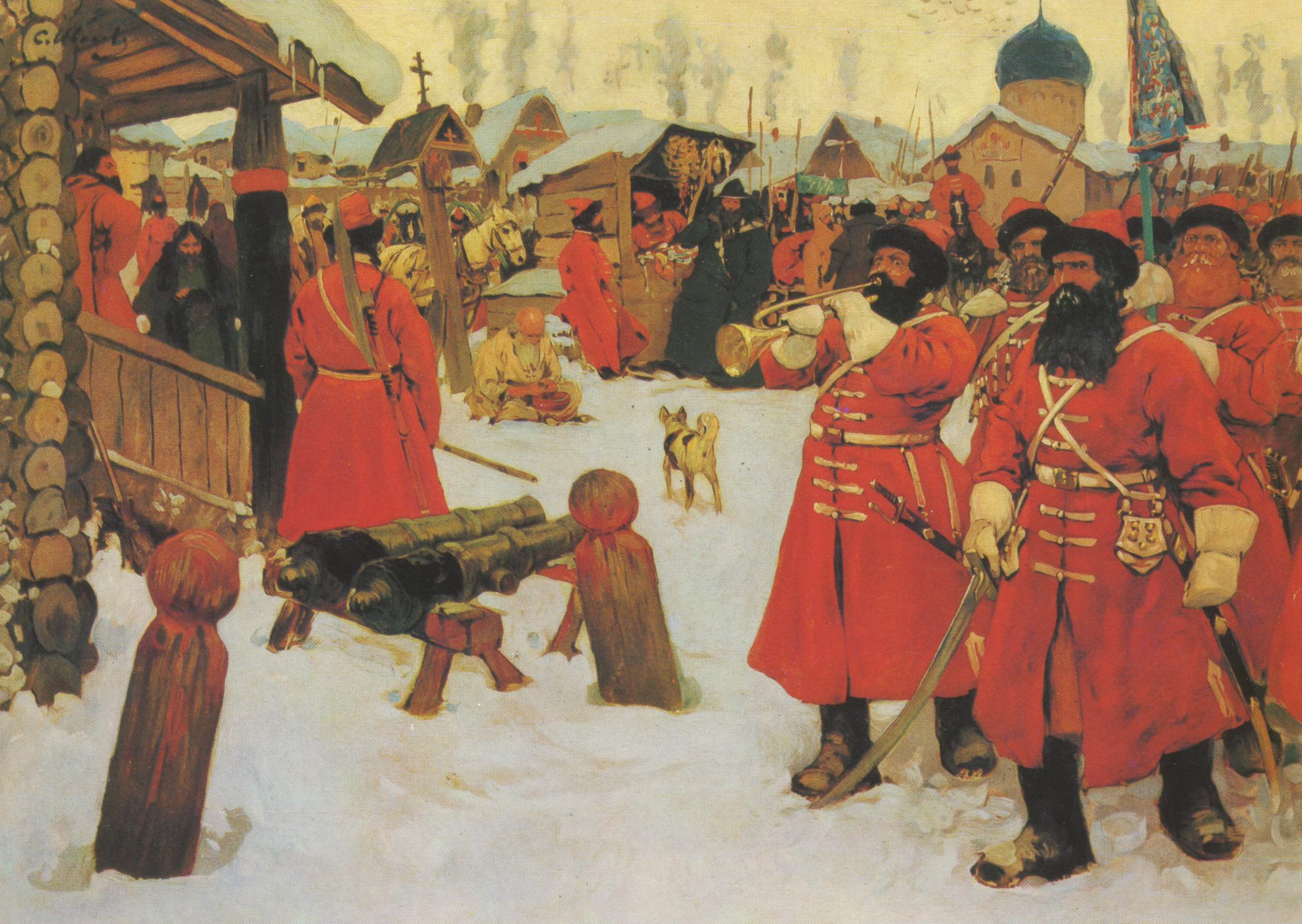
Strelizzi, quadro di Sergej Vasil'evič Ivanov.

La prima unità di strelizzi venne creata tra il 1540 e il 1550 dallo zar Ivan IV come supporto tattico per le tradizionali forze imperiali di cavalleria. Il primo impegno sul campo del corpo avvenne durante l'Assedio di Kazan' del 1552. Successivamente, vennero dispiegati da Ivan nell'Invasione della Livonia (v. Prima guerra del nord) e, infine, trasformati nella guardia reale zarista.
Al termine del XVI secolo, gli strelizzi assommavano oltre 20.000 uomini. Entro il 1681, gli effettivi del corpo avevano raggiunto le 55.000 unità di cui 22.500 nella sola Mosca. Inevitabilmente, il gran numero di Strelzi e la loro vicinanza al centro nevralgico del potere imperiale ne fece un'istituzione a sé, uno stato nello stato che, a un tempo, proteggeva e controllava lo zar. L'intervento degli strelizzi risultò infatti determinante per l'insediamento sul trono dello zar nei casi in cui allo zar defunto mancava un successore in linea diretta, in un paese che non aveva una chiara legislazione in materia di successione al trono.
Durante la lotta per la successione dello zar Fëdor III si rivoltarono (prima rivolta degli strelizzi) e si schierarono a favore della fazione della famiglia di Marija Il'inična Miloslavskaja, prima moglie dello zar Alessio I. Nel 1682 le voci che la morte dello zar Fëdor III non fosse stata naturale ma provocata dall'intervento della famiglia della madre di Pietro, il futuro zar Pietro il Grande, particolarmente dalla madre di quest'ultimo, Natal'ja Kirillovna Naryškina, seconda moglie di Alessio I, rafforzarono la rivolta degli strelizzi che assalirono il Cremlino compiendo dei sostenitori della famiglia di Natal'ja Naryškina un vero e proprio bagno di sangue. La rivolta si concluse con l'accettazione, da parte di questi ultimi, dell'insediamento del figlio di prime nozze di Alessio I, Ivan, sul trono dello zar, nonostante le sue condizioni di cattiva salute e fisica e mentale; della nomina della sorella di Ivan, Sofia, quale reggente del trono. In cambio la famiglia della seconda moglie di Alessio I ottenne che il figlio di Natal'ja Kirillovna Naryškina, Pietro, si affiancasse ad Ivan come co-sovrano.
Nel 1698 ci fu una seconda rivolta degli strelizzi, causata da una lettera con la quale Sof'ja Aleksejevna li aveva incitati alla rivolta di palazzo contro gli stranieri. Lo zar Pietro, che si trovava all'estero per motivi di studio, rientrò in patria, ottenne con la tortura i nomi dei congiurati e con innumerevoli esecuzioni di strelizzi, al compimento di alcune delle quali partecipò personalmente, represse la rivolta. Il corpo degli strelizzi fu quindi ufficialmente e definitivamente sciolto, circa 130 ribelli vennero impiccati ed oltre 2 000 vennero esiliati.
Dopo la disastrosa sconfitta delle sue truppe nella Battaglia di Narva del 1700, Pietro fu però costretto a richiamare in servizio membri superstiti degli strelizzi per impiegarli nella Grande guerra del Nord e nella successiva Guerra russo-turca (1710-1711). Gli strelizzi vennero così rinquadrati nelle forze militari "ordinarie" russe e lo smantellamento dei presidi strelizzi nelle province si concluse solo nel 1720.

## Struttura

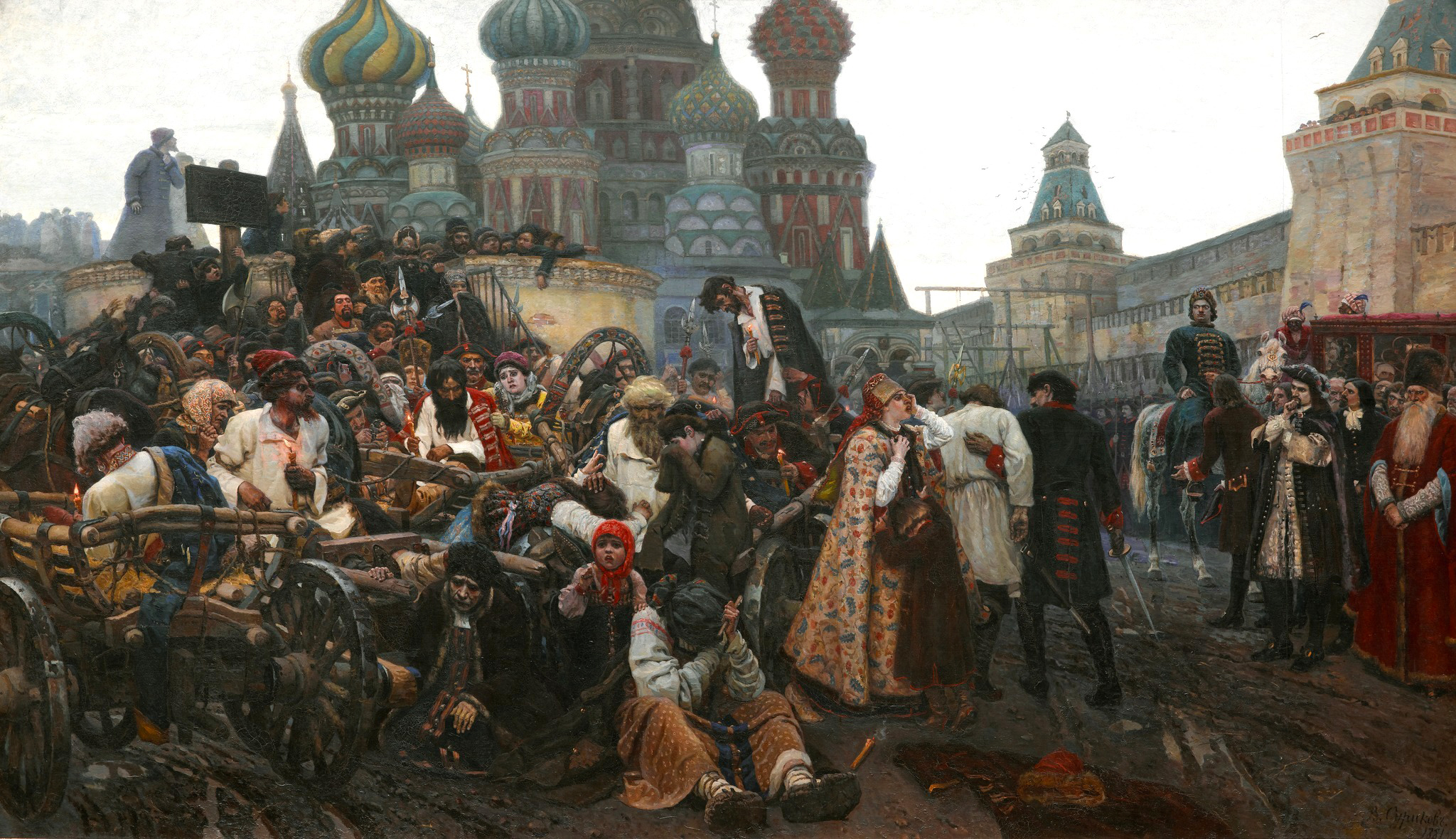
Il mattino dell'esecuzione degli Strelzi, quadro di Vasilij Ivanovič Surikov.

Gli strelizzi creati da Ivan IV erano primariamente un reggimento di archibugieri reclutati inizialmente tramite coscrizione della popolazione rurale. L'appartenenza al corpo divenne poi una questione ereditaria con un servizio che durava tutta la vita, facendo degli Strelzi il primo esercito professionale dell'Impero russo.
Gli strelizzi erano divisi in due tipologie:
- strelizzi "elettivi" (vybornye - ru. выборные), reclutati direttamente a Mosca, con il compito di presidiare il Cremlino e disimpegnare servizio di polizia e vigili del fuoco della città[7];
- Strelizzi "municipali" (gorodskie - ru. городские), cioè provenienti da altre città russe, acquartierati presso i confini, le grandi città e le fortezze strategiche con compiti di guardia ed amministrazione del territorio.

Gli strelizzi erano organizzati in reggimenti (pribor, poi prikaz) comandati da colonnelli provenienti dalla nobiltà e designati dal governo centrale di Mosca.
L'intero corpo era governato dal "Dipartimento degli strelizzi" (Streleckij prikaz - ru. Стрелецкий приказ), seppur i Gorodskie dovessero formalmente sottostare anche all'autorità dei voivoda nel cui territorio operavano.

## Uniforme ed equipaggiamento

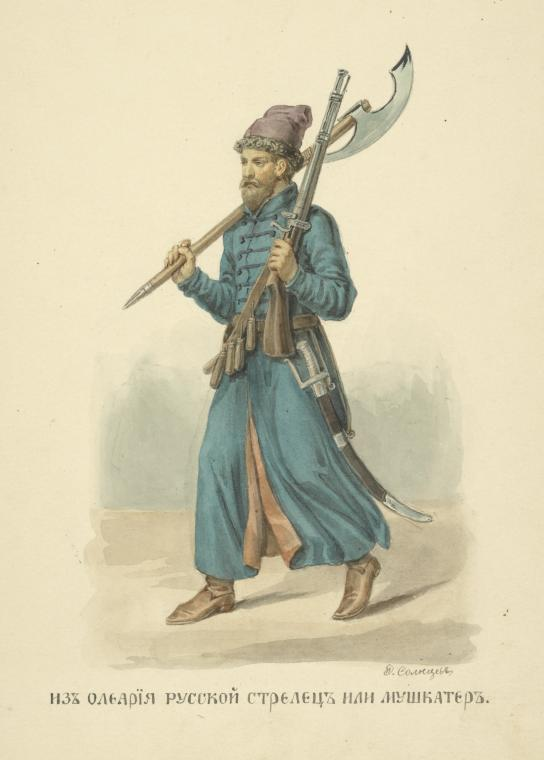
Strelizzi, ill. 1869.

Gli Strelzi vestivano tutti la medesima uniforme, composta da un caffettano di colore rosso, verde o blu con stivali color arancione. Erano tutti addestrati all'uso delle medesime armi: archibugio/moschetto, scimitarra, berdica e picca (seppur utilizzata raramente). Secondo un costume abbastanza diffuso nell'Europa del Nord, durante il fuoco con l'archibugio, gli Strelzi utilizzavano la berdica come supporto in luogo della forcella utilizzata nel resto d'Europa.

## Leggende
Gli strelizzi condannati a morte dopo la loro rivolta si comportarono in genere con grande coraggio, tanto che una leggenda narra che uno di essi, un certo Ivan detto Aquila, arrivato sul luogo della decapitazione, scostò dal ceppo con una manata la testa del compagno che lo aveva preceduto, esclamando: "Adesso mettiamoci la mia!". Pietro, colpito da tanta forza d'animo, lo graziò immediatamente.